# 平野南
平野南（ひらのみなみ）は、大阪府大阪市平野区にある町名。現行行政地名は平野南一丁目から平野南四丁目。

## 地理
平野区の中央部に位置し、南の西側に喜連、東側に喜連東、北に平野東、西に流町、東に八尾市と接している。

## 歴史

### 沿革
1974年（昭和49年）、大阪市東住吉区平野野堂町・平野西之町・喜連町の各一部より、平野区平野南1 - 4丁目成立。

## 世帯数と人口
2024年（令和6年）9月30日現在（大阪市発表）の世帯数と人口は以下の通りである。
| 丁目         | 世帯数    | 人口    |
| ------------ | --------- | ------- |
| 平野南一丁目 | 756世帯   | 1,469人 |
| 平野南二丁目 | 486世帯   | 986人   |
| 平野南三丁目 | 776世帯   | 1,407人 |
| 平野南四丁目 | 92世帯    | 195人   |
| 計           | 2,110世帯 | 4,057人 |

### 人口の変遷
国勢調査による人口の推移。
| 1995年（平成7年）  | 4,254人 | [ 6 ]  |  |
| 2000年（平成12年） | 4,299人 | [ 7 ]  |  |
| 2005年（平成17年） | 4,256人 | [ 8 ]  |  |
| 2010年（平成22年） | 4,441人 | [ 9 ]  |  |
| 2015年（平成27年） | 4,300人 | [ 10 ] |  |
| 2020年（令和2年）  | 4,069人 | [ 11 ] |  |

### 世帯数の変遷
国勢調査による世帯数の推移。
| 1995年（平成7年）  | 1,689世帯 | [ 6 ]  |  |
| 2000年（平成12年） | 1,663世帯 | [ 7 ]  |  |
| 2005年（平成17年） | 1,736世帯 | [ 8 ]  |  |
| 2010年（平成22年） | 1,790世帯 | [ 9 ]  |  |
| 2015年（平成27年） | 1,854世帯 | [ 10 ] |  |
| 2020年（令和2年）  | 1,929世帯 | [ 11 ] |  |

## 学区
市立小・中学校に通う場合、学区は以下の通りとなる。なお、小学校・中学校入学時に学校選択制度を導入しており、通学区域以外に通学区域に隣接している小学校・平野区内にある中学校から選択することも可能。
| 丁目         | 番   | 小学校               | 中学校             |
| ------------ | ---- | -------------------- | ------------------ |
| 平野南一丁目 | 全域 | 大阪市立平野南小学校 | 大阪市立摂陽中学校 |
| 平野南二丁目 | 全域 | 大阪市立平野南小学校 | 大阪市立摂陽中学校 |
| 平野南三丁目 | 全域 | 大阪市立平野南小学校 | 大阪市立摂陽中学校 |
| 平野南四丁目 | 全域 | 大阪市立平野南小学校 | 大阪市立摂陽中学校 |

## 事業所
2021年（令和3年）現在の経済センサス調査による事業所数と従業員数は以下の通りである。
| 丁目         | 事業所数  | 従業員数 |
| ------------ | --------- | -------- |
| 平野南一丁目 | 57事業所  | 655人    |
| 平野南二丁目 | 26事業所  | 229人    |
| 平野南三丁目 | 41事業所  | 355人    |
| 平野南四丁目 | 20事業所  | 320人    |
| 計           | 144事業所 | 1,559人  |

## 交通

### バス
2020年4月現在
括弧内は矢印の方向の時のみ停車するバス停
- 大阪シティバス[15]
  - 1・3号系統：平野南口 - 平野公園前 - 平野東住宅前
  - 73号系統：平野南口 -（← 平野公園前）- 平野スポーツセンター

### 道路
- 大阪府道186号大阪羽曳野線

## 施設
- 大阪市立平野南小学校
- 大阪市消防局 平野消防署
- 平野霊園[16]
- 大阪平野南郵便局[17]
- 平野区民ホール[18]
- 大阪市立平野スポーツセンター
- 平野野堂公園
- 平野南公園

## その他

### 日本郵便
- 〒547-0031[3]（集配局：平野郵便局[19]）